# Philipp Waldeck
Philipp Christoph Waldeck (* 9. März 1794 in Altwildungen; † 15. Oktober 1852 Arolsen) war ein deutscher Jurist und Politiker.

## Leben
Philipp Waldeck war der Sohn des Burgsassen (Burggutbesitzers) zu Alt-Wildungen und Regierungsadvokaten Johann Heinrich Waldeck (getauft 28. Mai 1751 in Alt-Wildungen; † 31. Dezember 1797 ebenda) und dessen Ehefrau Anna Catharina Elisabeth geborene Waldeck (* 28. Juni 1758 in Sachsenberg; † 18. April 1823 in Alt-Wildungen), der Tochter des Stadtsekretärs und Waldeckischer Landstands aus der Wildunger Linie 1 der Familie Waldeck Johann Philipp Waldeck (getauft 22. Februar 1708; † 23. Dezember 1791 in Sachsenberg) und der Maria Elisabeth Göldel (* 1724), der Tochter des Pfarrers Johann Adam Göldel. Er war evangelisch und blieb unverheiratet.
Waldeck studierte ab 1814 Rechtswissenschaften an der Universität Gießen und dann an der Universität Göttingen. 1817 erhielt er die Zulassung als Advokat und wurde am 18. November 1817 zum Hofgerichtsprokurator in Korbach ernannt.
Von 1819 bis 1827 lebte er als Advokat und Regierungsprokurator auf seinem Burggut in Alt-Wildungen. Am 12. Februar 1827 wurde er zum Justizamtmann des Oberjustizamtes der Werbe in Sachsenhausen ernannt. Zum 29. Januar 1829 erhielt er die Beförderung zum zweiter Beamten des Oberjustizamtes des Eisenbergs in Korbach und am 26. März 1835 zum Justizrat und Erster Beamter am Oberjustizamt der Twiste in Arolsen. In den Jahren 1847 und 1848 sind Beschwerden der Stadt Arolsen bei der Regierung über seine schleppende Arbeit dokumentiert.
Durch den Besitz des landtagsfähigen Burggutes in Alt-Wildungen war er vom 2. Juli 1819 bis zum 27. April 1848 war er Mitglied des Landstandes des Fürstentums Waldeck für die Ritterschaft. Vom 3. bis 27. April 1848 war er Landtags-Vice-Direktor (Stellvertreter des Landtags-Direktors Wilhelm von Hanxleden). Während der Märzrevolution wurde er beim sogenannten Arolser Auflauf am 14. April 1848 von dem Nordenbecker Bauern Wilhelm Ziegeler misshandelt und „tätlich insultiert“ und war „seitdem kränkelnd“. Er wurde am 29. Juni 1848 auf eigenen Wunsch hin in den Ruhestand versetzt und verstarb vier Jahre später an einem Herzschlag.